# Головей, Лариса Арсеньевна
Лари́са Арсе́ньевна Голове́й (род. 18 декабря 1943, Ленинград) — советский и российский психолог, доктор психологических наук, профессор.

## Биография
Училась в ЛГУ на кафедре общей психологии (окончила в 1969 году). Ученица академика АПН СССР Бориса Герасимовича Ананьева. Возглавляет кафедру психологии развития и дифференциальной психологии СПбГУ. Является почетным профессором Санкт-Петербургского Государственного университета. Член редколлегии журналов «Вестник Санкт-Петербургского университета. Психология и педагогика», «Новые психологические исследования». Победитель конкурса «Золотая Психея» (2012). Научные интересы сосредоточены в области дифференциальной психологии и психологии развития.

## Научные труды
Автор многих научных исследований и книг, таких как:
- «Компетентностный подход к психологическому здоровью младших школьников». Грант Министерство образования и науки РФ, научный руководитель; «Комплексное изучение психологических факторов профессионального самоопределения молодежи». РГНФ, 2008, научный руководитель;
- «Психологическое содержание и факторы преодоления возрастных и профессиональных кризисов периода средней взрослости». РГНФ, 2009, научный руководитель;
- «Комплексное изучение психологических факторов возникновения кризисов профессионального развития в периоды юности и ранней взрослости». РГНФ, 2010—2012, научный руководитель;
- «Дифференциально-психологические факторы и механизмы становления и развития личности в период взрослости». НИР, темплан, 2010-2011, научный руководитель.
- «Психоэмоциональное благополучие старшеклассников в связи с готовностью к профессиональному самоопределению»
- «Самоотношение и отношения со значимыми взрослыми как факторы удовлетворенности жизнью у подростков»
- «Роль психологического благополучия и удовлетворенности жизнью в восприятии повседневных стрессоров»
- «Структура семьи и родительское воспитание как факторы интеллектуального развития дошкольников»
- «Роль психоэмоционального благополучия в восприятии жизненной ситуации безработными и работающими взрослыми»
- «Структура семьи и семейное воспитание как факторы развития личности дошкольника»
- «Семья как ресурс психического развития детей в стабильные и критические периоды онтогенеза» РГНФ , 2013—2015
- «Комплексное изучение стрессоров повседневной жизни и ресурсов их преодоления в разные периоды взрослости» РНФ, 2016—2018
- «Психоэмоциональное благополучие и предпочитаемые способы самоосуществления личности в подростково-юношеском и взрослом периодах развития» РГНФ, 2016—1018
- «Интеллектуальный потенциал человека: проблемы развития» СПбГУ, 2005
- «Психологическая зрелость личности» СП., Изд-во «Скифия-принт», 2014
- «Профессиональное развитие личности: начало пути. Эмпирическое исследование» СПб, Изд-во «Нестор история», 2015
- «Психология повседневного и травматического стресса: угрозы, последствия и совладание» Москва, 2016. Сер. Труды Института психологии РАН. (Под. ред. А. В. Журавлева, Е. А. Сергиенко, Н. В. Тарабриной, Н. Е. Харламенковой)
- «Практикум по возрастной психологии» СПб, Изд-во «Речь», 2008
- «Психология развития и возрастная психология» М. Изд-во «Юрайт», 2018